# Casie
株式会社Casie（カシエ・かしえ）とは、定額制絵画レンタルサービスを提供している日本の企業。原画のみを提供するアートのサブスクリプションサービスとしては日本初である。本社は大阪府大阪市城東区にある絵画レンタルサービス会社。

## 概要
Casieは2017年3月（平成29年）に創業したスタートアップで、定額制絵画レンタルサービスを提供している。
2019年1月（平成31年）からは個人宅向けにサービス領域を広げた。

## 事業
定額制絵画レンタル事業（アートサブスクリプション）
Casieは主に個人宅向けの定額制絵画レンタルビジネスを展開している。
貸出可能な作品は全て原画で、Casie所属アーティストから作品を預かる形で絵画を集め、利用者に届けている。
レンタル料金の一部はその絵を描いたアーティストに還元される仕組みで、アーティスト支援活動も行なっている。

## メディア掲載
テレビ
- 2018年3月 テレビ大阪「ニュースリアル」
- 2019年1月 MBS「VOICE」
- 2019年5月 TBS「ビビット」
- 2019年5月 NHK「おはよう日本」
- 2019年7月 テレビ東京「ワールドビジネスサテライト」
- 2019年11月 読売テレビ「あさパラ!」[2]

ラジオ
- 2019年1月 TBSラジオ「森本毅郎・スタンバイ!」[3]
- 2019年2月 ABCラジオ「おはようパーソナリティ道上洋三です」[4]
- 2019年3月 ZIP-FM「High! MORNING!」

WEBメディア
- 2019年3月 大丸松坂屋百貨店オウンドメディア「F.I.N」
- 2019年4月 「あったらいいな」を紹介する体験型メディア「hintos」
- 2019年7月 「私らしく、もっと輝く」ライフスタイルメディア「Sheage」

新聞
- 2019年1月 日本経済産業新聞 　2019年1月9日号
- 2019年3月 日経MJ 　2019年3月27日号
- 2019年 朝日新聞　2019年11月29日号

雑誌
- 2019年6月 小学館「DIME」 2019年8月号
- 2019年12月 学研プラス「Get Navi」2020年2月号
- 2019年12月 マガジンハウス「anan」